# Piridossale ossidasi
La piridossal ossidasi è un enzima appartenente alla classe delle ossidoreduttasi, che catalizza la seguente reazione:
piridossale + H2O + O2 ⇄ 4-piridossato + (?)
L'enzima è una proteina contenente molibdeno.